# Premio al mejor Baloncestista Masculino del Año de la Southwest Conference
El Premio al mejor Jugador de Baloncesto Masculino del Año de la Southwest Conference fue un premio anual otorgado al jugador más destacado de la Southwest Conference (SWC). El premio se entregó por primera vez después de la temporada 1957-58 y finalizó tras la temporada 1995-96 (la SWC se disolvió con cuatro miembros que fundaron la Big 12 Conference, tres miembros que se unieron a la Western Athletic Conference y uno que se unió a la Conference USA).

## Ganadores

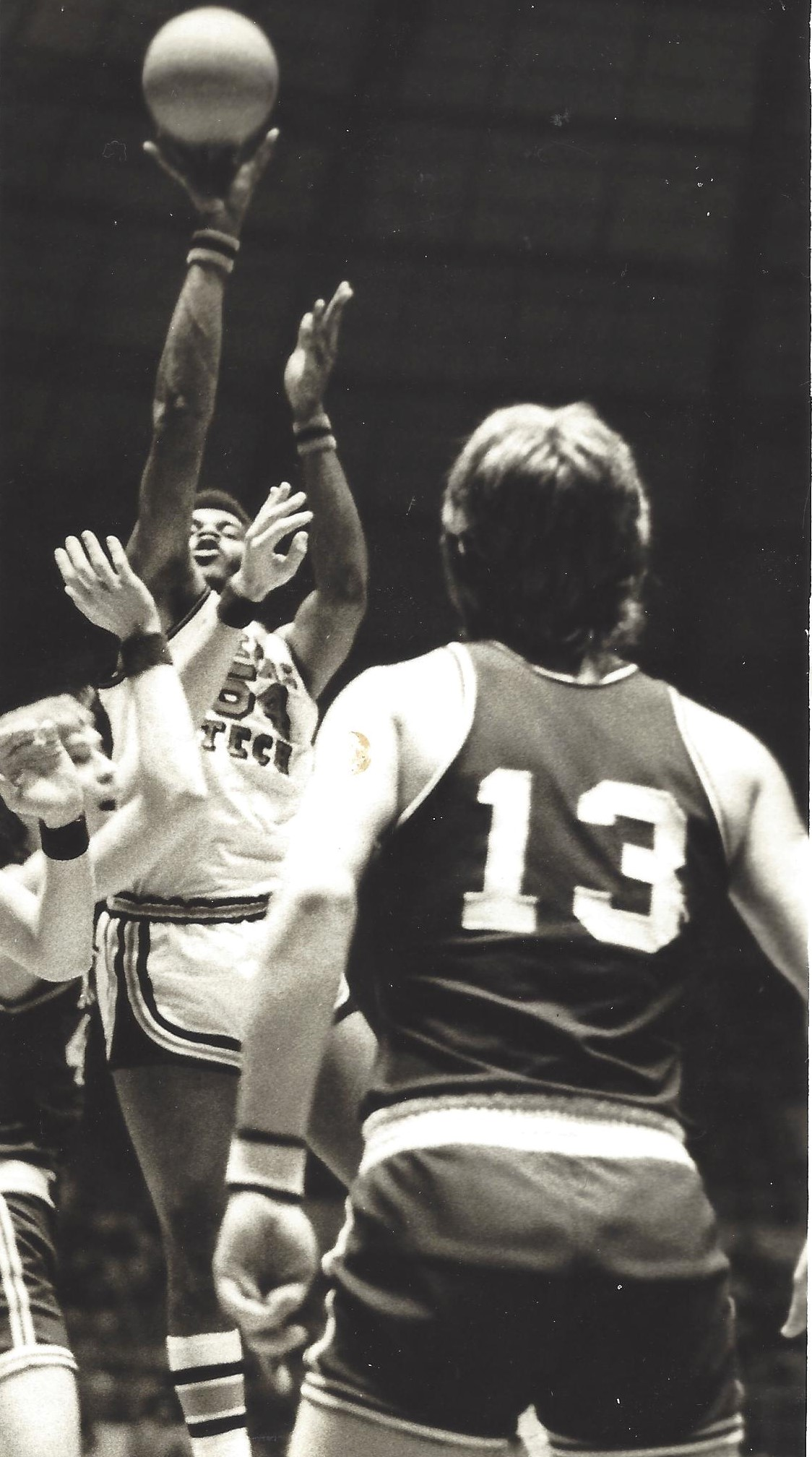
Rick Bullock de Texas Tech ganó en 1975.

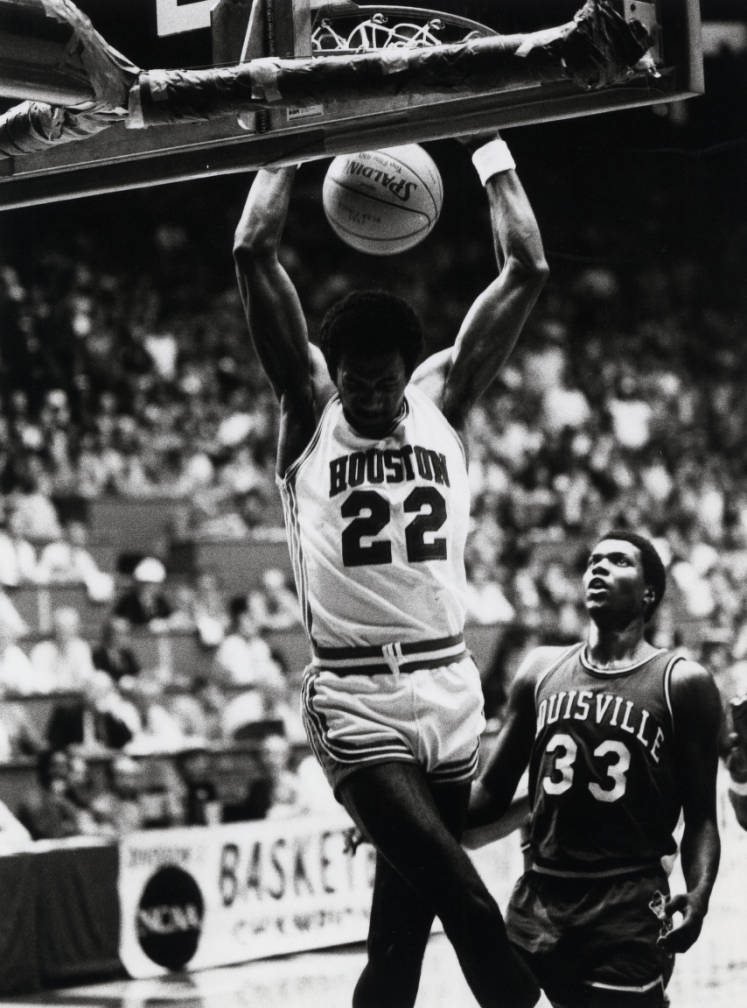
Clyde Drexler de Houston compartió el premio en 1983 con Darrell Walker.

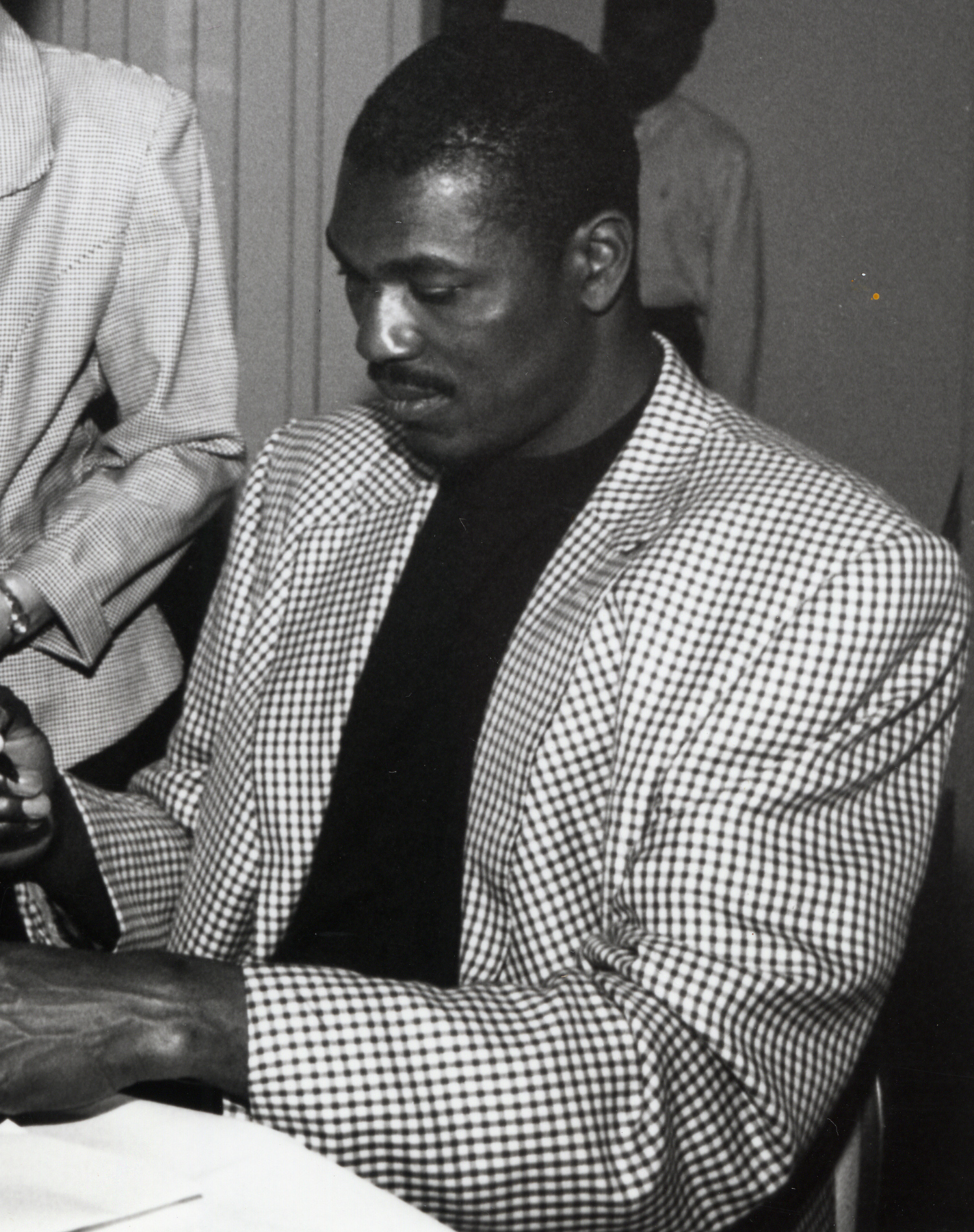
El futuro miembro del Hall of Fame Hakeem Olajuwon (entonces conocido como Akeem) ganó en 1984.

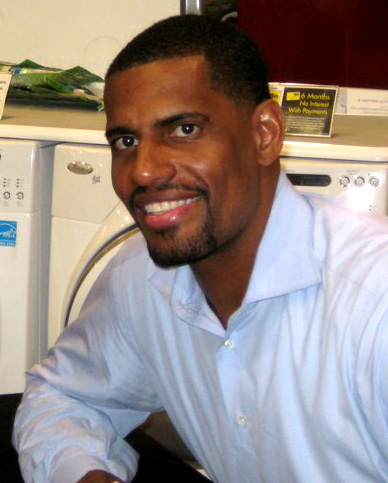
Kurt Thomas de TCU ganó en 1995 tras liderar la nación en anotación y rebotes.

| †           | Co-Jugadores del Año                                                   |
| Jugador (X) | Denota el número de veces que ha conseguido el galardón en ese momento |

| Temporada | Jugador               | Universidad | Posición      | Curso     | Referencia           |
| --------- | --------------------- | ----------- | ------------- | --------- | -------------------- |
| 1957–58   | Rick Herrscher        | SMU         | Base / Alero  | Senior    | [ 1 ]                |
| 1958–59   | H. E. Kirchner        | TCU         | Pívot         | Senior    | [ 2 ]                |
| 1959–60   | Jay Arnette           | Texas       | Base          | Senior    | [ 3 ] [ 4 ] [ 5 ]    |
| 1960–61   | Carroll Broussard     | Texas A&M   | Alero         | Junior    | [ 6 ]                |
| 1961–62   | Carroll Broussard (2) | Texas A&M   | Alero         | Senior    | [ 6 ]                |
| 1962–63   | Bennie Lenox          | Texas A&M   | Base          | Junior    | [ 7 ]                |
| 1963–64   | Bennie Lenox (2)      | Texas A&M   | Base          | Senior    | [ 7 ]                |
| 1964–65   | John Beasley          | Texas A&M   | Pívot         | Junior    | [ 8 ]                |
| 1965–66   | John Beasley (2)      | Texas A&M   | Pívot         | Senior    | [ 8 ]                |
| 1966–67   | Denny Holman          | SMU         | Base          | Senior    | [ 9 ]                |
| 1967–68   | Billy Arnold          | Texas       | Base          | Senior    | [ 10 ]               |
| 1968–69†  | Ronnie Peret          | Texas A&M   | Pívot         | Senior    | [ 11 ]               |
| 1968–69†  | Greg Williams         | Rice        | Base          | Senior    | [ 12 ]               |
| 1969–70   | Gene Phillips         | SMU         | Alero         | Junior    | [ 13 ]               |
| 1970–71   | Goo Kennedy           | TCU         | Alero         | Junior    | [ 14 ] [ 15 ] [ 16 ] |
| 1971–72   | Larry Robinson        | Texas       | Alero         | Sophomore | [ 17 ]               |
| 1972–73   | Martin Terry          | Arkansas    | Base          | Senior    | [ 18 ]               |
| 1973–74   | Larry Robinson (2)    | Texas       | Alero         | Senior    | [ 19 ]               |
| 1974–75   | Rick Bullock          | Texas Tech  | Alero         | Junior    | [ 20 ] [ 21 ]        |
| 1975–76   | Ira Terrell           | SMU         | Pívot         | Senior    | [ 22 ]               |
| 1976–77   | Otis Birdsong         | Houston     | Base          | Senior    | [ 23 ]               |
| 1977–78   | Ron Brewer            | Arkansas    | Base          | Senior    | [ 24 ]               |
| 1978–79   | Sidney Moncrief       | Arkansas    | Base          | Senior    | [ 25 ]               |
| 1979–80   | Terry Teagle          | Baylor      | Base / Alero  | Sophomore | [ 26 ]               |
| 1980–81   | Rob Williams          | Houston     | Base          | Sophomore | [ 27 ]               |
| 1981–82   | Ricky Pierce          | Rice        | Alero         | Senior    | [ 28 ]               |
| 1982–83†  | Clyde Drexler         | Houston     | Base / Alero  | Junior    | [ 29 ]               |
| 1982–83†  | Darrell Walker        | Arkansas    | Base          | Senior    | [ 29 ]               |
| 1983–84   | Akeem Olajuwon        | Houston     | Pívot         | Junior    | [ 30 ]               |
| 1984–85   | Bubba Jennings        | Texas Tech  | Base          | Senior    | [ 31 ]               |
| 1985–86   | John Brownlee         | Texas       | Alero / Pívot | Senior    | [ 32 ]               |
| 1986–87   | Carven Holcombe       | TCU         | Base          | Senior    | [ 33 ]               |
| 1987–88   | Darryl Middleton      | Baylor      | Pívot         | Senior    | [ 34 ] [ 35 ]        |
| 1988–89   | Travis Mays           | Texas       | Base          | Junior    | [ 36 ]               |
| 1989–90   | Travis Mays (2)       | Texas       | Base          | Senior    | [ 37 ]               |
| 1990–91   | Oliver Miller         | Arkansas    | Pívot         | Junior    | [ 38 ]               |
| 1991–92   | Will Flemons          | Texas Tech  | Alero         | Junior    | [ 39 ] [ 40 ] [ 41 ] |
| 1992–93   | Mike Wilson           | SMU         | Base          | Senior    | [ 42 ] [ 43 ] [ 44 ] |
| 1993–94   | B. J. Tyler           | Texas       | Base          | Senior    | [ 45 ]               |
| 1994–95   | Kurt Thomas           | TCU         | Pívot         | Senior    | [ 46 ]               |
| 1995–96   | Jason Sasser          | Texas Tech  | Alero         | Senior    | [ 47 ]               |

## Ganadores por universidad
| Universidad (año de unión) | Galardones | Años                                           |
| -------------------------- | ---------- | ---------------------------------------------- |
| Texas (1915)               | 8          | 1960, 1968, 1972, 1974, 1986, 1989, 1990, 1994 |
| Texas A&M (1915)           | 7          | 1961, 1962, 1963, 1964, 1965, 1966, 1969†      |
| Arkansas (1915)            | 5          | 1973, 1978, 1979, 1983†, 1991                  |
| SMU (1918)                 | 5          | 1958, 1967, 1970, 1976, 1993                   |
| Houston (1971)             | 4          | 1977, 1981, 1983†, 1984                        |
| TCU (1923)                 | 4          | 1959, 1971, 1987, 1995                         |
| Texas Tech (1956)          | 4          | 1975, 1985, 1992, 1996                         |
| Baylor (1915)              | 2          | 1980, 1988                                     |
| Rice (1918)                | 2          | 1969†, 1982                                    |